# Stuart Little 2
Stuart Little 2 är en amerikansk film från 2002. Filmen är en uppföljare till Stuart Little. Den hade biopremiär i USA den 19 juli 2002. 2006 fick de två filmerna ännu en uppföljare - Stuart Little 3.

## Skådespelare
- Michael J. Fox - Röst till Stuart Little
- Geena Davis - Mrs. Eleanor Little
- Hugh Laurie - Mr. Frederick Little
- Jonathan Lipnicki - George Little
- Anna Hoelck - Martha Little
- Nathan Lane - Röst till Snowbell
- Melanie Griffith - Röst till Margalo
- James Woods - Röst till Falken
- Steve Zahn - Röst till Monty
- Marc John Jefferies - Will
- Angelo Massagli - Wallace
- Jim Doughan - Fotbollstränare
- Brad Garrett - Rörmokare
- Conan McCarty - Domare

## Svenska röster
- Peter Jöback - Stuart Little
- Jennie Jahns - Mrs. Eleanor Little
- Claes Månsson - Mr. Frederick Little
- Samuel Haus - George Little
- Nadja Veigas - Martha Little
- Peter Harryson - Snowbell
- Pernilla Wahlgren - Margalo
- Steve Kratz - Falken
- Andreas Rothlin Svensson - Monty
- Paolo Saka - Will
- Simon Eriksson - Wallace
- Mikael Roupé - fotbollstränare
- Adam Fietz - rörmokare
- Mikael Roupé - domare

### Fotnoter
1. ↑  ”Stuart Little 2” (på engelska). Box Office Mojo. 19 juli 2002. http://www.boxofficemojo.com/movies/?id=stuartlittle2.htm. Läst 3 september 2016.